# Chlorophonia pyrrhophrys
Chlorophonia pyrrhophrys là một loài chim thuộc họ Fringillidae.
Chúng được tìm thấy ở Colombia, Ecuador, Peru, và Venezuela.
Môi trường sống tự nhiên của chúng là rừng montane ẩm nhiệt đới hoặc cận nhiệt đới.